# Ред и закон: Одељење за специјалнe жртве (12. сезона)
Дванаеста сезона серије Ред и закон: Одељење за специјалне жртве је премијерно емитована на каналу НБЦ од 22. септембра 2010. године до 18. маја 2011. године и броји 24 епизоде. Ово је била прва сезона серије која се није емитовала уз изворни Ред и закон. Епизоде су се првобитно емитоване средом у 21:00, осим друге епизоде која је емитована у 22:00. После зимске паузе, ОСЖ се вратио емитујући још једном две епизоде у једном дану (5. јануара 2011. године), а онда се вратио на термин у 21:00 од следеће недеље.
На крају сезоне, Нил Бир је дао оставку на место директора серије. На крају сезоне, Кристофер Мелони, Б. Д. Вонг и Тамара Тјуни напустили су главну поставпу.

## Продукција
Првих једанаест година снимање серије Ред и закон: Одељење за специјалне жртве је било смештено у Новом Џерзију, у згради Централног архива НБЦ-а у Северном Бергену. Суочена са губитком државног пореског подстицаја од 20 посто, серија се преселила у Њујорк у студијски простор у Челзи Пирсу који је користио изворни Закон и ред. Након четврте епизоде сезоне, изворни простор за снимање из Новогу Џерзија више није коришћен. Снимање на отвореном је прекинуто 26. јануара 2011. због мећаве. Снимање је настављену у студију "Челзи Пирс".
Трећа епизода ове сезоне усредсердла се на истрагу која укључује преглед због силовања који је довео детективку Оливију Бенсон (Харгитеј) из Њујорка у Лос Анђелес да се састане са детективом СУП-а Лос Анђелеса Рексом Винтерсом (Скит Улрих). Епизода је снимљена док је Харгитејева била у Лос Анђелесу на додели Еми награда у августу 2010. године, а емитована је 29. септембра пре прве епизоде серије Ред и закон: Лос Анђелес на НБЦ-у.
Нил Бир напустио је Ред и закон: Одељење за специјалне жртве на крају сезоне после једанаест година (сезоне 2–12) на месту директора серије. Одлучио је да не обнови свој уговор са НБЦ-ом већ је потписао трогодишњи уговор са ЦБС Студиом.

## Глумачка постава
Аустралијски лист Курир-пошта објавио је у фебруару 2010. да ће дванаеста сезона бити последња за Кристофера Мелонија пошто је његова изјава новинару "Мислим да је 12 година довољно, добар број" погрешно схваћена. Мелони је касније појаснио да му је у то време остало још годину дана уговора и да серија није била подигнута. Он је такође рекао да „није [извештач] крив“ и да ће наставити са снимањем све док се буде снимало. На питање у изјави да ли је Мариска Харгитеј могла да замисли да ради серију без њега, рекла је: "Ох, човече, срце ми се слама чак и кад помислим на то. Једноставно волим тог човека и волим да глумим са њим и мислим да је наша хемија оно што чини серију оним што јесте Тако да не желим ни да размишљам о томе”.
Дана 12. априла 2010. НБЦ је званично обновио ОСЖ за дванаесту сезону, а Мелони и Харгитејева су се вратили у склопу једногодишњег уговора који су склопили са НБЦ-ом пре него што је продукција 11. сезоне укључивала могућност за другу годину. Њих двоје су почели да снимају нове епизоде у јуну и јулу 2010. Харгитејева је изразила занимање да њен лик има бебу ове сезоне рекавши: „Дечак! Беба! Не морам ни да се удам. Само желим то, душо! Дај ми бебу!".
Дана 23. јуна 2010. Мајкл Аузијело је известио да је Пола Патон у „напредним разговорима“ да се придружи серији као стална ПОТ. ТВ водич је касније потврдио да ће Патонова глумити помоћницу окружног тужиоца Мику Вон у више епизода, почевши од пете епизоде. Била је постављена да попуни место ПОТ-а које је остало упражњено одласком Стефани Марч (Александра Кабот) и Шерон Стоун (Џо Марлоу) која се епизодно појављивала. Патонова се појавила у једној епизоди, али је раскинула уговор због снимања филма Немогућа мисија: Протокол Дух. Њену улогу заменила је Мелиса Сејџмилер као ПОТ Џилијан Хардвик. Сејџмилерова и Мариска Харгитеј су раније заједно радиле на епизоди „Руска љубавна песма“ прве сезоне у којој је Сејџмилерова играла жртву. „Постоји нешто у мојој прошлости, лична веза коју имамо, нешто што је урадила за мене и члана породице коме је помогла... Она тога још увек није свесна [али] то постаје откривено у наредних неколико епизода“, рекла је Сејџмилерова. Позадина ПОТ Хардвик никада није откривена. Њена личност је, каже Сејџмилерова, предња и централна. "Она је чврста... има срце, само добија оно што жели." Сејџмилерова је такође додала: „Она се држи слова закона, понекад и грешке, али, ја мислим, да на крају увек уради исправну ствар.
Кристин Лати се вратила као ИПОТ Соња Пакстон у деветој епизоди "Сивило". Пакстонова, за коу је раније откривено да је алкохоличарка у 11. сезони, очигледно је решила свој проблем са пићем. Бир је за ТВ Водич рекао: „Она има велики призор у ком се суочава са Стаблером“. Њен лик је касније убијен у седамнаестој епизоди. Дајен Нил се вратила као ПОТ Кејси Новак за епизоду "Надокнада". Нил се претходно последњи пут појавила на крају девете сезоне у којој је њен лик осуђен због кршења прописаног поступка у случају силовања.

## Улоге

### Главне
- Кристофер Мелони као Елиот Стаблер
- Мариска Харгитеј као Оливија Бенсон
- Ричард Белзер као Џон Манч
- Ајс Ти као Фин Тутуола
- Б. Д. Вонг као др. Џорџ Хуанг
- Тамара Тјуни као др. Мелинда Ворнер
- Ден Флорек као Дон Крејген

### Епизодне
- Дајен Нил као ПОТ Кејси Новак (Епизода 21)

## Епизоде
| Бр. у серији | Бр. у сезони | Наслов          | Редитељ                        | Сценариста                   | Премијерно емитовање | Прод. код | Гледаоци у САД-у (милиони) |
| --- | ------------ | --------------- | ------------------------------ | ---------------------------- | -------------------- | --------- | -------------------------- |
| 249 | 1            | "Замена"        | Артур В. Форни                 | Дон ДеНун                    | 22. септембар 2010.  | 1201      | 9.68                       |
| Детективи Бенсонова и Стаблер истражују нестанак десетогодишње усвојене ћерке хранитељског пара. Убрзо откривају да је побегла да би се састала са извесним Ериком Вебером кога је упознала на интернету. Бенсонова и Стаблер сумњају да Вебер има скривене побуде у вези са девојком, али он пориче било какву неправду, што је потврђено, и изражава романтично занимање за Бенсонову. Како се истрага наставља, детективи схватају да хранитељи девојчице имају још једно дете што мења цео ток случаја. |              |                 |                                |                              |                      |           |                            |
| 250 | 2            | "Средиште мете" | Питер Лето                     | Данијел Трули                | 22. септембар 2010.  | 1202      | 10.36                      |
| Бенсонова и Стаблер су позвани у болницу након што је десетогодишња девојчица силована. Долазе и проналазе је толико истраумирану да не може да им кажени своје име. Детектив Тутуола и наредник Манч успевају да идентификују младу жртву, али убрзо схватају да су њени родитељи далеко од нормалних. Када су детективи остали без трагова, Ерик Вебер, човек којег су упознали на претходном случају, одлучује да се умеша и доводи их до двојице осумњичених - човека са Нунановим синдромом и осуђеног злостављача деце који себи одузима живот. Након разговора са Веберовом сестром о бројним сумњивим појавама, Бенсонова је успела да открије ко је прави силоватељ. |              |                 |                                |                              |                      |           |                            |
| 251 | 3            | "Понашање"      | Хелен Шејвер                   | Џонатан Грин Грин            | 29. септембар 2010.  | 1203      | 9.48                       |
| Жртва силовања, доведена у болницу, сигурна је да се ради о једном човеку који ју је више пута напао у последњих петнаест година. Бенсонова, одлучна да помогне, сматра да је основани терор ове жртве толико велики да је натера да наваљује на томе да би подвргавање прегледу због силовања могло само да учини да даља понављања буду жешћа. Тражећи средства за помоћ, Бенсонова је ужаснута сазнањем колико полицијских станица и лабораторија за доказе широм земље ретко када спроводи преглед због силовања. Истрага је води у Детроит, Чикаго и на крају у Лос Анђелес чија полиција има доказе који су довољно добри да помогну овој жени да побегне од страха и изолације.                                                                                            |              |                 |                                |                              |                      |           |                            |
| 252 | 4            | "Роба"          | Питер Лето                     | Џудит Мекрери                | 6. октобар 2010.     | 1204      | 8.69                       |
| Петнаестогодишњу девојчицу јуре са паорске пијаце. Када су је кола ударила и убила, Бенсонова и Стаблер су били изненађени када је др. Ворнер прогласила да је то убиство јер је пронашла трагове да је девојчица била гладна и да се недавно породила. Од оца девојчице сазнају да је њу и њеног брата у пубертету отело удружење је тврдило да ангажује паоре. Тутуола и др. Хуанг хапсе једну од завереника и проналазе преживелог пубертетлију. Иако му је испитивање у почетку било тешко, дечак се сломио када је сазна да му је сестра убијена јер је покушавао да је спасе од батина. Будући да је будућност случаја неизвесна, Бенсонова и Стаблер се обраћају помоћници државног тужиоца Кристин Данијелсон. У међувремену, Крејген се узнемирио због оштећења станице. |              |                 |                                |                              |                      |           |                            |
| 253 | 5            | "Влажност"      | Џонатан Каплан                 | Спид Вид                     | 13. октобар 2010.    | 1205      | 8.13                       |
| Бенсонова и Стаблер долазе на лице места где је жена пронађена мртва у фонтани Бетезда. Када се њена чиста слика не поклапа са њеним промискуитетним поступцима, нова ПОТ Мика Вон подстиче полицију да копа дубље у њену прошлост. Бенсонова и Стаблер откривају да је жена радила за друштво безалкохолних пића које се недавно суочило са контроверзом око покушаја приватизације права на воду у Боливији. Након што су сазнали да је отрована отровним печуркама, детективи сумњају да је одговоран активиста и професор. Други осумњичени се појављују када је ОСЖ схватио да се његова љубавница такмичи за наследство своје богате баке, а трикови су ПОТ Вонову на суду коштали је више од случаја.                                                                      |              |                 |                                |                              |                      |           |                            |
| 254 | 6            | "Жигосани"      | Питер Лето                     | Крис Бранкато                | 20. октобар 2010.    | 1206      | 8.74                       |
| Док су Бенсонова и Стаблер истраживали свиреп напад на скромног, угледног оца, они га проналазе жигосаних груди жичаном вешалицом. Убрзо се појављује још једна жртва која је претрпела исте повреде. Веза је пронађена када је ОСЖ открио да оба мушкарца раде за истог послодавца. Када је њихова нападачица ухваћена, њена прича убеђује Бенсонову и нову помоћницу окружног тужиоца Џилијан Хардвик да је претрпела много веће патње. |              |                 |                                |                              |                      |           |                            |
| 255 | 7            | "Пехар"         | Дона Дич                       | Кен Сторер                   | 3. новембар 2010.    | 1207      | 8.13                       |
| Када је млада жена силована и убијена, њено тело се појавило у индустријској перионици веша. Када је починилац пуцао на Бенсонову и Стаблера из куће, они проналазе комору за мучење у подруму и хапсе власника куће. Међутим, даља истрага открива да му намешта низни силоватељ, а Бенсонова успоставља везу са ћерком жртве и њеним сином. |              |                 |                                |                              |                      |           |                            |
| 256 | 8            | "Продор"        | Питер Лето                     | Кристин М. Торес и Дон ДеНун | 10. новембар 2010.   | 1208      | 7.18                       |
| Агенткињу ФБИ-ја Дејну Луис напао је странац па она тражи од Бенсонове преглед због силовања. Пре него што је полицајца успела да јој помогне, Луисова се враћа на тајни задат и одбија да прича о задатку или силовању из страха да ће бити разоткривена и повучена са случаја. Док су Бенсонова и Стаблер у потери, Луисова хвата самог силоватеља. Када је Хардвикова испитала Луисову на суду, она открива се да је плаћеника унајмио неко ко је желео да се освети Луисовој. |              |                 |                                |                              |                      |           |                            |
| 257 | 9            | "Сивило"        | Хелен Шејвер                   | Џорџ Џуанг                   | 17. новембар 2010.   | 1209      | 7.65                       |
| Стаблер одлази на универзитет своје ћерке Кетлин како би разговарао о спречавању силовања на трибини под називом "Пазите се ноћу". Када је једна девојка из гомиле оптужила другог студента за силовање, Стаблеру и Бенсоновој је додељен случај. Оно што се појављује су супротстављени извештаји и жестоке оптужбе без значајних доказа који би их поткрепили. Кетлин проналази доказе против студента, иако Стаблер страхује да ће бити избачена из школе ако се употреби на суђењу. Извршна ПОТ Соња Пакстон се враћа у ОСЖ после повратка на поса, а Стаблер је убеђује да не приморава његову ћерку на сведочење. Пакстонова проналази други начин да кривично гони студента када се сазнало да је дао нешто за побачај својој девојци тврдећи да је то било мазиво.        |              |                 |                                |                              |                      |           |                            |
| 258 | 10           | "Спашавање"     | Питер Лето и Константин Макрис | Данијел Трули                | 1. децембар 2010.    | 1210      | 9.22                       |
| Како јој је млади Калвин Арлис на бризи, Бенсонова тврди да тражи његову мајку наркоманку Вивијан. Међутим, Стаблер почиње да доводи у питање ово пошто је приметио везу између Оливије и Калвина. Пошто је похапсио двојицу болничара због насиља над пијаном девојком која је била на журци на путу до болнице, ОСЖ открива да је Вивијан била у кући са болничарима. Капетан Крејген додељује Тутуоли и Манчу случај, али Бенсонова се меша против његових наређења што доводи до сломљеног срца за Оливију. |              |                 |                                |                              |                      |           |                            |
| 259 | 11           | "Ћале"          | Ноберто Барба                  | Џонатан Грин                 | 5. јануар 2011.      | 1211      | 10.60                      |
| Дечак је пронађен мртав на вртешци у парку након што га је оставио ујак. Стаблер открива да је претучен на смрт, а мајка оптужује насилника у његовој школи. ОСЖ открива да се премлаћивање није догодило у школи већ у парку где се чланови коцкарнице окупљају да гледају како се пубертетлије туку. Стаблер и Тутуола сумњају да један од вођа ланца туче жену и сина. Када је насилника убио члан породице, Хардвикова мора да одлучи кога ће кривично гонити за његово убиство. |              |                 |                                |                              |                      |           |                            |
| 260 | 12           | "Опседнутост"   | Константин Макрис              | Брајан Фаган                 | 5. јануар 2011.      | 1212      | 10.60                      |
| Младић открива да је његова девојка нападнута у свом стану са доказима који указују на њену закопану прошлост. Бенсонова и Стаблер крећу у потрагу за њеним нападачем и откривају да је старији писац злостављао децу. С обзиром на то да долази рок застарелости, Хардвикова има тешкоћа да кривично гони човека који сам себе заступа. Детективи допиру до пријатеља из детињства жртве и откривају да никада није напустио свет дечје порнографије. |              |                 |                                |                              |                      |           |                            |
| 261 | 13           | "Кринка"        | Дона Дич                       | Спид Вид                     | 12. јануар 2011.     | 1213      | 8.39                       |
| Човек који носи маску која прогања силовао је гинекологињу и напао њену девојку. Покушавајући да идентификује силоватеља, ОСЖ открива да партнеркин отац капетан Џексон има лошу прошлост пуну зависности од секса и алкохола. Он сада ради као сексуални терапеут који одбија да детективима да имена својих болесника за које верују да су могли да нападну његову ћерку. Стаблер се убацује у терапијску скупину без Џексоновог знања и успева да пронађе силоватеља пре него што нападне другу жену. |              |                 |                                |                              |                      |           |                            |
| 262 | 14           | "Прљавштина"    | Хелен Шејвер                   | Џудит Мекрери                | 19. јануар 2011.     | 1214      | 6.97                       |
| Детективка из Бруклина креће у потрагу за једном од својих правних колегиница за коју се боји да би могла бити у опасности. Она проналази помоћника окружног тужиоца баш на време да буде сведок њеног пада са врха гараже. Када је Бенсонова стигла, она открива да је место злочина промењено и обраћа се помоћници државног тужиоца Данијелсон за помоћ. Њих двоје истражују члана багре "Латински краљеви" и откривају доказе који би могли да укажу на његову девојку као саучесницу. Бенсонова ово користи као полугу да открије ко је убица и схвата да јој је осумњичени све време на видику. |              |                 |                                |                              |                      |           |                            |
| 263 | 15           | "Лет"           | Алекс Чепл                     | Дон ДеНун и Кристин М. Торес | 2. фебруар 2011.     | 1215      | 8.81                       |
| Када је девојка у пубертету у ваздухоплову показала назнаке посттрауматског стресног поремећаја због сексуалног злостављања, сви трагови упућују на богатог предузимача министарства одбарне. Милијардер узвраћа да га је девојка силовала на забави коју је приређивао, а Бенсонова и Стаблер проналазе жену која изгледа тражи младе девојке за њега. Уплашен да екипи недостају докази за хапшење, Манч ради на томе да се девојчин видео-дневник шири као вирус што је подстакло друге жртве силовања да се јаве. |              |                 |                                |                              |                      |           |                            |
| 264 | 16           | "Спектакл"      | Питер Лето                     | Крис Бранкато                | 9. фебруар 2011.     | 1216      | 7.89                       |
| Након што је сексуални напад на младу жену снимљен и приказан на интернету на целом факултету, Стаблер и Тутуола крећу у потрагу за жртвом и њеним нападачем. Док се удубљују у истрагу, постаје јасно да је починилац направио спектакл како би скренуо пажњу на своје проблеме и приморао полицију да тражи његовог млађег брата који је отет на улици током дејства посматрача пре пет година. |              |                 |                                |                              |                      |           |                            |
| 265 | 17           | "Прогон"        | Џонатан Каплан                 | Џудит Мекрери                | 16. фебруар 2011.    | 1217      | 7.31                       |
| Алиша Хардинг, водитељка телевизијске емисије Грабљивац из комшилука, добија крвави шал поштом уз претњу смрћу. ИПОТ Пакстон обавештава ОСЖ да је радила са истом женом пре много година покушавајући да пронађе отмичара своје сестре пре него што се случај охладио. Како је прогонитељ прерастао, Хардингова постаје све уверенија да је иста особа убила њену сестру и покушава да га извуче на видело тако што у својој емисији представља нове доказе. Бенсонова, Тутуола и Пакстонова прате Хардингову до парка где проналазе неколико мртвих тела, али страхују да ће било каква јавна објава да су постигли напредак у случају довести њен живот у опасност. Одељење је успело да пронађе убицу, али тек након што је један члан екипе нападнут.                         |              |                 |                                |                              |                      |           |                            |
| 266 | 18           | "Силеџија"      | Хелен Шејвер                   | Кен Сторер                   | 23. фебруар 2011.    | 1218      | 8.02                       |
| Када је покровитељка уметности открила језиво уметничко дело после чега посетиоци галерије проналазе жену мртву у свом стану изнад. Бенсонова и Стаблер истражују личне контакте жртве и проналазе извесну Анет Кол за коју се чини да је пријатељица из винске индустрије. Међутим, касније се открило да је она насилна шефица са навиком да туче и грди своје запослене. Узнемирена Колова се убила усред изјаве за штампу, а детективи покушавају да попуне празнине које недостају. На крају су успели да пронађу убицу помоћу бизарног доказа. |              |                 |                                |                              |                      |           |                            |
| 267 | 19           | "Сензација"     | Патрик Кридон                  | Данијел Трули                | 23. март 2011.       | 1219      | 8.84                       |
| Када је мушкарац пронађен избоден у гаражи, Бенсонова и Стаблер откривају да су он и његова жена свингери. Када су детективи отишли на тајни задатак у свингер-клуб, они упознају популарну даму и уљеза за кога тврди да је њен опседнури, љубоморни бивши дечко. Међутим, даља истрага открива да имају другачију врсту односа. Како напетости расту, детективи се питају колико далеко љубомора може некога да отера. |              |                 |                                |                              |                      |           |                            |
| 268 | 20           | "Тотем"         | Џонатан Каплан                 | Џонатан Грин                 | 30. март 2011.       | 1220      | 8.54                       |
| Девојчица је пронађена мртва са лутком остављеном као тотем. Пошто је др. Хуанг ван града, Бенсонова и Стаблер траже помоћ од психијатра из једног од својих претходних случајева капетана Џексона. Џексон се придружује детективима док прате њене последње кораке и одлазе да се састану са њеном учитељицом клавира. Током испитивања, његове вештине су се показале непроцењивим у дешифровању значења тотема и на крају у проналажењу убице. Џексон и детективи сазнају да је учитељица клавира лагала да би заштитила своју сестру и да су обе жене претрпеле злостављање од стране своје мајке. |              |                 |                                |                              |                      |           |                            |
| 269 | 21           | "Надокнада"     | Константин Макрис              | Кристин М. Торес             | 6. април 2011.       | 1221      | 8.29                       |
| Жена је силована у свом стану, а њен пријатељ сумња да је силоватељ један од ученика школе у центру града у којој она предаје. Међутим, учитељ оптужује другог човека који је случајно рођак заменика тужиоца из Лос Анђелеса Џоа Декера. АДА Кејси Новакова враћа се у Специјалне жртве после трогодишње осуде и изазива Декера на суду. Детективи откривају ранији родизам у који су биле умешане породице жртве и осумњиченог, а Новакова мора да убеди обе стране да говоре истину. Новакова и Стаблер откривају да је уљез ушао у кућу жртве са намером да почини силовање како би се осветио за своју мајку коју је силовао учитељев деда. |              |                 |                                |                              |                      |           |                            |
| 270 | 22           | "Бум"           | Питер Лето                     | Спид Вид                     | 4. мај 2011.         | 1222      | 8.53                       |
| Када је мушкарац оставио бебу на улици, Бенсонова и Стаблер крећу у потрагу за неговатељем детета. Када су упознали дадиљу и њеног дечка, они убрзо схватају да је и он верен са мајком која је усвојила бебу. Вишеструко помињање пробушених кондома убеђује детективе да он има опаку занимацију. Они траже помоћ стручњака у покушају да га кривично гоне, али су се разбеснели када су сазнали да је закон на његовој страни. |              |                 |                                |                              |                      |           |                            |
| 271 | 23           | "Преступник"    | Холи Дејл                      | Дон ДеНун                    | 11. мај 2011.        | 1223      | 8.10                       |
| Када је млада жена пронашла момка у пубертету како спава го у њеној спаваћој соби, мајка дечака брзо брани његове поступке. Током суђења, пубертетлија склон преварама оптужује Стаблера за неприкладно додиривање што доводи до издавања забране приласка и истраге БУК-а. Бенсонова и Стаблер откривају да је момак раније уходио и тровао алкохолом и сумњају да је низни силоватељ. Стаблер ставља своју каријеру на коцку покушавајући да ухвати осумњиченог на делу и сазнаје за неког другог ко је имао улогу у обликовању његовог социопатског понашања. |              |                 |                                |                              |                      |           |                            |
| 272 | 24           | "Димљени"       | Хелен Шејвер                   | Џонатан Грин и Данијел Трули | 18. мај 2011.        | 1224      | 8.98                       |
| Када је жена убијена током поподневног одласка у куповину са својом ћерком, позвани су Бенсонова и Стаблер јер је она требало да сведочи у њиховом високопрофилном случају силовања. Бенсонова и Стаблер прво проверавају оптуженог силоватеља, али откривају да му је неко можда подметнуо. Стаблер се уплео у операцију АДВОД-а против ланца шверца цигарета и открива да је агент АДВОД-а који води операцију подмићен што их наводи да похапсе тројицу осумњичених. Таман када су се уверили да је случај затворен, трагедија се десила у просторији одељења. |              |                 |                                |                              |                      |           |                            |